# Corsiopsis chinensis
Corsiopsis chinensis (chinesisch: 白玉簪, = Weiße Jade-Haarnadel) ist die einzige Art der Gattung Corsiopsis aus der Familie der Corsiaceae innerhalb der Lilienartigen (Liliales). Sie wurde nur ein einziges Mal 1974 in China gefunden und gilt inzwischen als ausgestorben.

## Beschreibung

### Habitus
Corsiopsis chinensis ist eine mehrjährige, unverzweigt und aufrecht wachsende krautige Pflanze. Sie hat wie alle Arten der Familie die Photosynthese aufgegeben und bildet dementsprechend kein Chlorophyll mehr, stattdessen lebt sie myko-heterotroph. Die gesamte Pflanze ist weiß.
Aus dem ellipsoiden bis umgekehrt-eiförmigen, 12 bis 15 Millimeter langen und bis zu 5 Millimeter dicken, kriechenden Rhizom sprießt ein 5 bis 6 Zentimeter langer und bis zu 2 Millimeter dicker einzelner Stängel. Die stängelumfassenden scheidigen reduzierten Blättchen sind 4 bis 7 Millimeter lang, eiförmig-dreieckig, spitz zulaufend und wachsen verteilt entlang des gesamten Stängels, gehäuft am Stängelansatz.

### Blüten
Die Art ist einhäusig getrenntgeschlechtig (monözisch) und blüht im Juni. Auf jedem Stängel steht endständig, fast aufrechtstehend, nur eine zygomorphe und dreizählige Blüte. Von den sechs Blütenhüllblättern (je drei Tepalen in zwei Kreisen) sind fünf fadenförmig, 4,5 bis 6 Zentimeter lang und hängen tentakelartig bis zum Boden herab, sie dienen wahrscheinlich als Kletterhilfe für bodenbewohnende Bestäuber, ob sie mit extrafloralen Nektarien zwecks Anlockung von Bestäubern versehen sind, lässt sich derzeit nicht sagen. Das oberste sechste Blütenhüllblatt, das Labellum, ist erheblich vergrößert, umschließt die Blüte gleich einer 12 bis 14 Millimeter langen und 10 Millimeter breiten Blase und lässt dem Bestäuber nur einen kleinen Zugang auf der Unterseite am Blütenboden. Der fallenähnliche Aufbau hindert die Bestäuber am allzu schnellen Verlassen der Blüte und erhöht so die Chancen einer Bestäubung. Bei den männlichen Blüten sind die sechs, in zwei Kreisen angeordneten, Staubblätter ringförmig um eine Erhebung des Blütenbodens angeordnet. Bei weiblichen Blüten sind die drei Fruchtblätter zu einem unterständigen, 5 Millimeter langen Fruchtknoten verwachsen und die drei Narben in den Blütenboden eingelassen.
Über die Gestalt der Pollen, Samen und Früchte ist derzeit nichts bekannt, bei letzteren wird allerdings davon ausgegangen, dass es sich um Kapselfrüchte handelt.

## Verbreitungsgebiet
Corsiopsis chinensis wurde nur einmal nahe dem Dorf Sheng-kang im Kreis Fengkai, Guangdong, Volksrepublik China gefunden. Damit ist sie das einzige Taxon der Corsiaceae auf der Nordhalbkugel. Sie fand sich in stark humosen Böden im Unterholz dichter Wälder in Höhenlagen zwischen 100 und 700 m und trat vergesellschaftet auf mit Ormosia pachycarpa, Nauclea officinalis, Nephelium chryseum und Pinanga sinii.

## Systematik und Status
Corsiopsis chinensis wurde 1999 von Dianxiang Zhang, Richard M. K.Saunders und Chi-Ming Hu anhand eines bereits 1974 gesammelten einzelnen Exemplars erstbeschrieben. Seit 2013 gilt sie als ausgestorben.